# Рэнсинкай
Рэнсинкай (яп. 錬身会), дословно «общество тренировки (закалки) тела» — стиль айкидо, основанный японским мастером Цутому Тидой с целью сохранения духа стиля айкидо, разработанного Годзо Сиодой.

## История основания и развития
Цутому Тида в течение 23 лет (1971-1994 г.г.) был учеником (ути-дэси) основателя айкидо Ёсинкан Годзо Сиоды и достиг 8-го дана Ёсинкан-айкидо и звания Сихан. В 2007 году, после смены руководства в организации Ёсинкан, он оставил пост Главного инструктора Хомбу Додзё и покинул школу Ёсинкан. В апреле 2008 году Цутому Тида занял пост Главного инструктора (яп. 最高師範 Сайко: сихан) созданной им некоммерческой организации айкидо Рэнсинкай. В 2017 году Цутому Тида получил титул Сокэ Рэнсинкай. Таким образом, Рэнсинкай выделился в отдельное направление айкидо.
В сентябре-октябре 2008 года и в апреле-мае 2009 года Цутому Тида провёл два семинара, соответственно, в Москве и на Дальнем Востоке России. Также семинары проходили в 2012 году в Москве и в 2017 году в Калужской области и Москве.
В настоящее время организация айкидо Рэнсинкай помимо додзё, расположенных в Японии, включает додзё России, Мальты, Бразилии, Польши, Канады и Украины.
Организация Рэнсинкай проводит ежегодные всеяпонские демонстрации по данному стилю айкидо в Токио.

## Основные принципы
Хотя айкидо Рэнсинкай и придерживается миролюбивых принципов, сформулированных Морихэем Уэсибой, основной акцент делается всё же не на философские изыскания, а на физические тренировки.

## Техника Рэнсинкай-айкидо
В основе методики подготовки в стиле айкидо Рэнсинкай лежат те же шесть базовых движений «кихон доса», разработанные Годзо Сиодой и Кёити Иноуэ, что и в стиле Ёсинкан. На основе движений «кихон доса» строятся все базовые приёмы Рэнсинкай-айкидо. Также большое внимание в Рэнсинкай-айкидо уделяется плавности перемещений и отсутствию приложения чрезмерной силы при выполнении свободных техник — дзию вадза (яп. 自由業 дзию: вадза). В настоящее время техника айкидо Рэнсинкай во многом сходна с техникой айкидо Ёсинкан, хотя уже имеется ряд отличий. Основные же различия заключаются в методике обучения и более жёстких требованиях к аттестации (в первую очередь, инструкторов) в айкидо Рэнсинкай. Сроки аттестации на черные пояса в Рэнсинкай также остались без изменений (в отличие от Есинкан, где система аттестации была изменена).